# 九龍區專線小巴37M線
九龍區專線小巴37M線是一条九龍專線小巴路線，由亨運營運，循環來往黃大仙站（沙田坳道）至慈民邨之間。另設支線37A線及37B線，分別來往至慈雲山（北）及慈樂邨，所有路線收費為$4.7。
37M系路線是全港官方班次最頻密的專線小巴路線，最密可達每1分鐘壹班。但實際運作上，本路每日下午繁忙時間（18:00-20:00）平均有253班小巴開出（平均每28.5秒壹班）。

## 歷史
此路線原為1964年開辦的白牌車路線，1969年公共小巴合法化後改以紅色小巴行走，收費$1.0，至八十年代初共有五十多輛車行走。
1984年2月1日，運輸署公開招標11組共20條專綫小巴新路線的經營權，當中一條與上述紅色小巴路線相若的此路線與現在的5M線編為同一組招標。於該年6月，運輸署公布由原有小巴路線車主組成的兩間公司均落選，並擬於龍鳳街設置禁區阻止其他小巴駛入。此舉動引起紅色小巴業者不滿，曾於7月28日發起逾百輛小巴罷駛。運輸署與公共小巴業者磋商後，雙方同意讓部分小巴改走其他路線，同時於黃大仙另覓地點設置公共小巴站，讓紅色及綠色小巴同時行走慈雲山與黃大仙之間，此路線方得以順利開辦。
最後本路線於1984年10月30日順利開辦，當時以12輛小巴行走。
在2011年6月20日，此路線來往慈雲山（北）及慈雲山中心及慈樂邨的輔助線，分拆成37A線。
在2017年10月1日，慈樂邨輔助線獲獨立編號為「37B」。

## 服務時間及班次
37M線（毓華街線）
- 由黃大仙站（沙田坳道）開出：
  - 星期一至星期六：05:00-01:30（1-5分鐘一班）
  - 星期日及公眾假期：05:00-01:30（4-6分鐘一班）

37A線（惠華街線）
- 由黃大仙站（沙田坳道）開出：
  - 星期一至星期六：05:00-00:00（4-15分鐘一班）
  - 星期日及公眾假期：05:00-00:00（8-15分鐘一班）

37B線（慈樂邨輔助線）
- 由黃大仙站（沙田坳道）開出：
  - 每日：07:00-20:00（6-15分鐘一班）

## 行車路線
37M線（毓華街線）：沙田坳道、鳴鳳街、雙鳳街、雲華街、慈雲山道、毓華街、雲華街、崇華街、雙鳳街、鳳德道及沙田坳道。
| 序號 | 街道     | 主要車站位置     |
| ---- | -------- | ---------------- |
| 1    | 沙田㘭道 | 黃大仙站總站     |
| 2    | 鳴鳳街   | 雙鳳街街市       |
| 3    | 雙鳳街   | 聖母醫院         |
| 4    | 雙鳳街   | 伍若瑜健康院     |
| 5    | 雙鳳街   | 慈樂邨樂誠樓     |
| 6    | 雙鳳街   | 慈樂邨樂祥樓     |
| 7    | 雲華街   | 慈愛苑停車場     |
| 8    | 慈雲山道 | 慈正邨正暉樓     |
| 9    | 慈雲山道 | 慈正邨2號停車場  |
| 10   | 慈雲山道 | 慈正邨正康樓     |
| 11   | 慈雲山道 | 德愛中學         |
| 12   | 毓華街   | 慈雲山南巴士總站 |
| 13   | 毓華街   | 貫華里           |
| 14   | 毓華街   | 慈樂邨樂滿樓     |
| 15   | 毓華街   | 慈樂邨樂合樓     |
| 16   | 雲華街   | 慈樂邨樂合樓     |
| 17   | 崇華街   | 蒲崗里           |
| 18   | 雙鳳街   | 聖母醫院         |
| 19   | 雙鳳街   | 金鳳街休憩處     |
| 20   | 鳳德道   | 黃大仙消防局     |
| 21   | 沙田㘭道 | 黃大仙站總站     |

37A線（惠華街線）：沙田坳道、鳴鳳街、雙鳳街、雲華街、慈雲山道（西行）、慈雲山道（東行）、惠華街、雲華街、崇華街、雙鳳街、鳳德道及沙田坳道。
37B線（慈樂邨輔助線）：沙田坳道、鳴鳳街、雙鳳街、雲華街、慈雲山道、惠華街、雲華街、崇華街、雙鳳街、鳳德道及沙田坳道。

### 走線圖

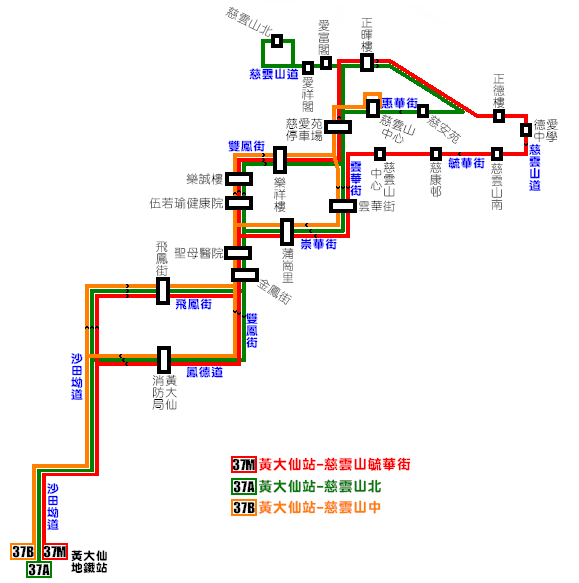
37系列路線的走線圖

## 使用車輛
全數用車均為豐田Coaster
| 九龍37A/37M線用車列表 | 九龍37A/37M線用車列表 | 九龍37A/37M線用車列表 | 九龍37A/37M線用車列表                                   | 九龍37A/37M線用車列表 |
| --------------------- | --------------------- | --------------------- | ------------------------------------------------------- | --------------------- |
| 車牌                  | 代數                  | 座位數目              | 備註                                                    |                       |
| KP461                 | 2019年7LL             | 19                    | 車牌原屬5LS                                             |                       |
| KR7200                | 2018年7LL             | 19                    | 車牌原屬的士                                            |                       |
| LT4184                | 2004年5LS2            | 16                    |                                                         |                       |
| LT4870                | 2004年5LS2            | 16                    |                                                         |                       |
| LT5853                | 2004年5LS2            | 16                    |                                                         |                       |
| LT7816                | 2004年5LS2            | 16                    |                                                         |                       |
| LT7895                | 2004年5LS2            | 16                    |                                                         |                       |
| LU4615                | 2005年5LS2            | 16                    |                                                         |                       |
| LW1671                | 2005年5LS2            | 16                    | 曾於2019年3月至2024年5月行走九龍5M線                    |                       |
| LZ7017                | 2005年5LS2            | 16                    | 原為九龍47線用車 亦曾為人人好新界101M／102系／111線用車 |                       |
| LZ7280                | 2005年5LS2            | 16                    |                                                         |                       |
| MA7267                | 2005年5LS2            | 16                    |                                                         |                       |
| MF1593                | 2006年5LS2            | 16                    |                                                         |                       |
| VU1006                | 2018年7LL             | 19                    |                                                         |                       |
| VU1744                | 2018年7LL             | 19                    |                                                         |                       |
| VU6944                | 2018年7LL             | 19                    | 2018年10月26日投入服務                                  |                       |
| VU8152                | 2018年7LL             | 19                    | 2018年10月30日投入服務                                  |                       |
| VV9113                | 2018年7LL             | 19                    | 2018年11月20日投入服務                                  |                       |
| VX9457                | 2019年7LL             | 19                    | 2019年1月9日投入服務                                    |                       |
| VY9272                | 2019年7LL             | 19                    | 2019年1月31日投入服務                                   |                       |
| WA2961                | 2019年7LL             | 19                    | 2019年3月7日投入服務                                    |                       |
| WA6832                | 2019年7LL             | 19                    | 2019年3月19日投入服務                                   |                       |
| WB5699                | 2019年7LL             | 19                    | 2019年4月3日投入服務                                    |                       |
| WB5721                | 2019年7LL             | 19                    | 2019年4月3日投入服務                                    |                       |
| WB6631                | 2019年7LL             | 19                    | 2019年4月11日投入服務                                   |                       |
| WB8167                | 2019年7LL             | 19                    | 2019年4月11日投入服務                                   |                       |
| WD402                 | 2019年7LL             | 19                    | 2019年5月8日投入服務                                    |                       |
| WE6145                | 2019年7LL             | 19                    | 2019年6月18日投入服務                                   |                       |
| WG3576                | 2019年7LL             | 19                    | 2019年7月26日投入服務                                   |                       |
| WG9219                | 2019年7LL             | 19                    | 2019年8月15日投入服務                                   |                       |
| WH4111                | 2019年7LL             | 19                    | 2019年8月21日投入服務                                   |                       |
| WK284                 | 2019年7LL             | 19                    | 2019年10月3日投入服務                                   |                       |
| WK8239                | 2019年7LL             | 19                    | 2019年10月22日投入服務                                  |                       |
| WL3809                | 2019年7LL             | 19                    | 2019年11月5日投入服務                                   |                       |
| WL9188                | 2019年7LL             | 19                    | 2019年11月20日投入服務                                  |                       |
| WM1231                | 2019年7LL             | 19                    | 2019年11月27日投入服務                                  |                       |
| WM5920                | 2019年7LL             | 19                    | 2019年12月4日投入服務                                   |                       |
| WU9226                | 2020年7LL             | 19                    | 2020年6月26日投入服務                                   |                       |
| WV320                 | 2020年7LL             | 19                    | 2020年6月24日投入服務                                   |                       |
| XP8640                | 2021年7LL             | 19                    | 2021年10月7日投入服務                                   |                       |
| XR1499                | 2021年7LL             | 19                    | 2021年10月12日投入服務                                  |                       |

## 客量
由於慈雲山沒有鐵路服務，因此本線是慈雲山接駁港鐵的主要公共交通工具，繁忙時間經常大排長龍，本線更是全港官方班次最頻密的專線小巴路線，最密可達每1分鐘壹班，80年代曾是全香港客量最高的小巴路線。

## 外部連結
- 運輸署官方網站：九龍區專線小巴路線第 37M 號 （页面存档备份，存于）
- 運輸署官方網站：九龍區專線小巴路線第 37A 號 （页面存档备份，存于）
- 運輸署官方網站：九龍區專線小巴路線第 37B 號 （页面存档备份，存于）
- 681巴士總站 小巴37M線 （页面存档备份，存于）
- 681巴士總站 小巴37A線 （页面存档备份，存于）
- 681巴士總站 小巴37B線 （页面存档备份，存于）
- 小巴薈 - 九龍區專線小巴37M號線 （页面存档备份，存于）
- 小巴薈 - 九龍區專線小巴37A號線 （页面存档备份，存于）
- 小巴薈 - 九龍區專線小巴37B號線 （页面存档备份，存于）